# Adriaen de Hennin

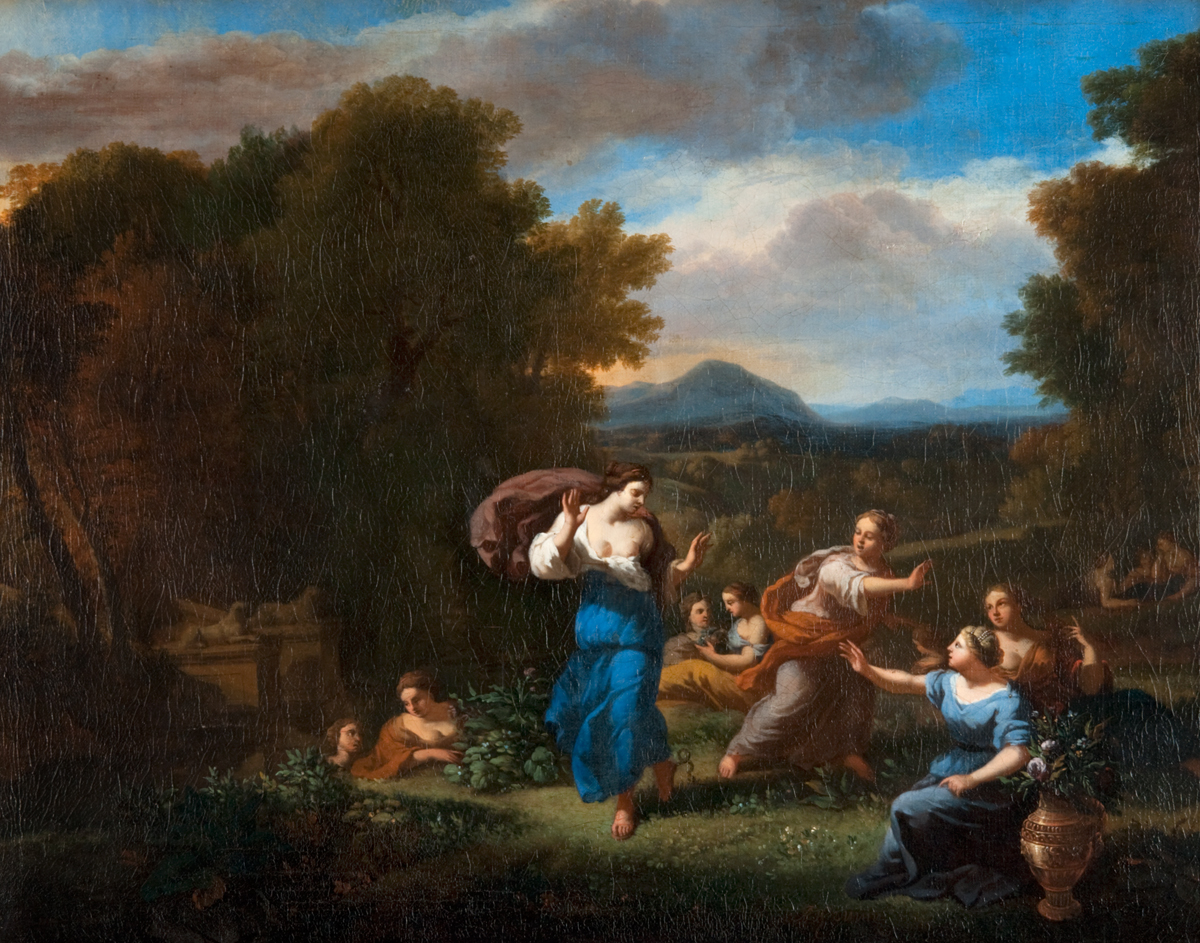
Landschap met de dood van Eurydice (Adriaen de Hennin)

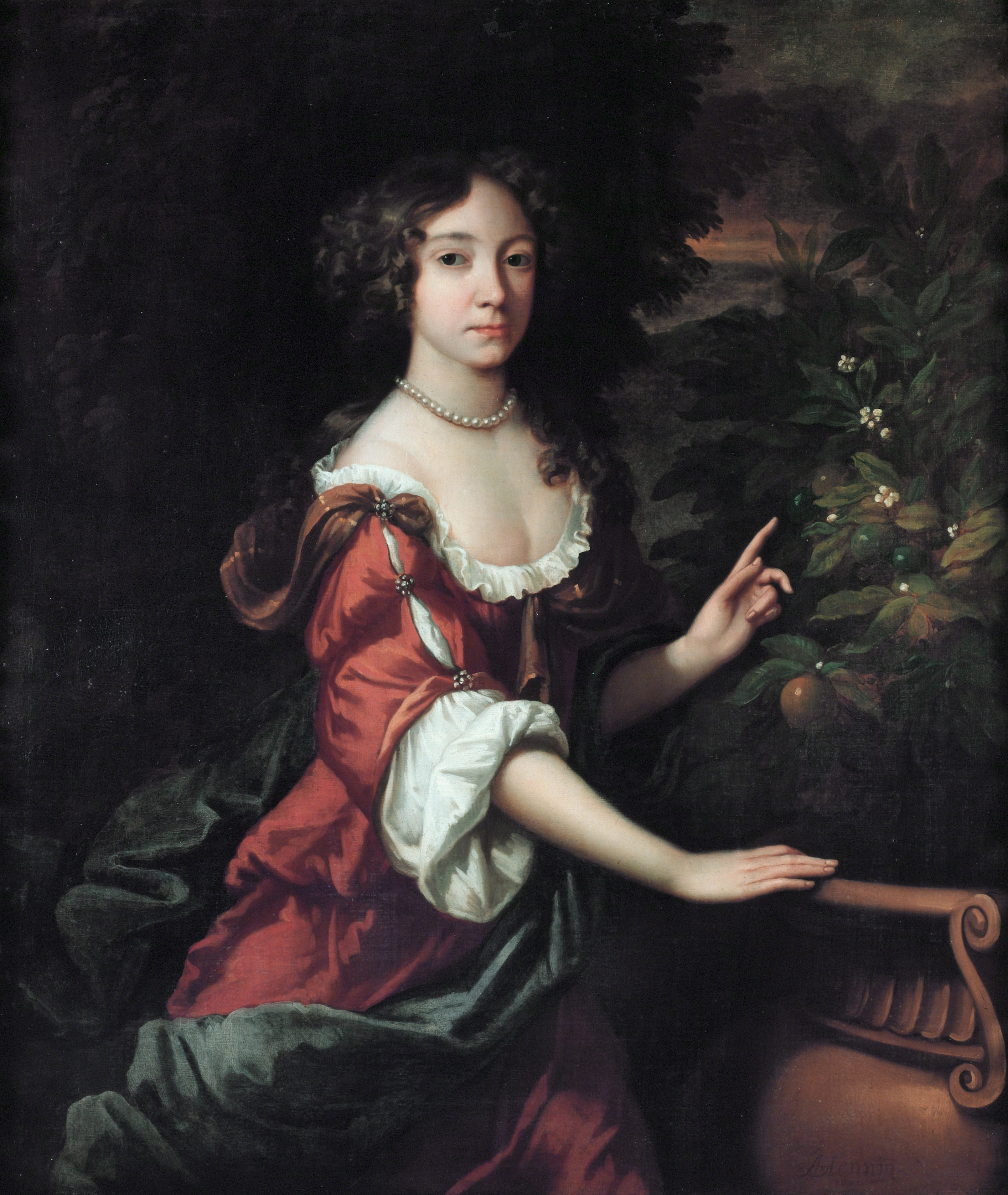
Mary II Stuart (Adriaen de Hennin, 1677)

Adriaen de Hennin (? - Buckinghamshire, 1710), ook wel bekend als Adrianus de Henny en Adriaen de Henyn, was een Nederlands kunstschilder. Hij was actief van 1664 tot 1710. Hij werkte aanvankelijk een paar jaar te Den Haag, en van 1667 tot 1674 te Amsterdam. Hij studeerde bij Nicolaes Berchem. In 1675 liet hij zich als burger inschrijven te Den Haag, maar was van 1677 tot zijn dood in 1710 actief in Engeland. Hij bevond zich daar in de omgeving van Mary Beale. Hij verbleef ook twee jaar te Parijs. 
Adriaen de Hennin is vooral bekend om zijn italianiserende landschappen maar maakte soms ook portretten. Zijn werk vertoont invloeden van Gaspard Poussin en Jan Hackaert.
Hij was een broer van Jacob de Hennin, die eveneens schilder was maar waarvan geen werk bekend is. Adriaen de Hennin trouwde in 1665 met Cornelia van Leeuwen.